# Ендонім
Ендонім (від дав.-гр. έ̓νδον — внутрішній та ὄνυμα — ім'я) — топонім або етнонім, що вживається місцевим населенням або народом стосовно до себе і своєї території. Також відомий як самоназва. Назва географічного об'єкта мовою, якою спілкуються на території, де розташований цей географічний об'єкт. Наприклад Львів (не Львов, Lviv), Київ (не Kiev), Wien (не Відень).
Ендонім є антонімом, тобто протилежним за змістом поняттям до екзонім (назва, що не вживається місцевим населенням).

## Один об'єкт— одна назва
Багато націй, які отримали суверенітет, виявляли бажання, щоб у світі вживали оригінальні назви географічних об'єктів, розташованих на їхній території, уникалися екзоніми з політичним підтекстом. Тому група експертів ООН з географічних назв у 1967 запропонувала принцип «один об'єкт — одна назва».
Проте практика показала, що це не завжди можливо. Зокрема у країнах, на території яких вживається дві або більше мов і в кожній географічні назви належать до культурної спадщини. У деяких випадках це неможливо з політичних мотивів.

## Причини обмеження вживання ендонімів
При вимові або написання назви географічного об'єкта іншою мовою відбувається як-правило адаптація назви під цю мову. Це дозволяє від цих слів утворювати похідні прикметники та іменники (від назви країни, міста — їх жителями), відмінювати за правилами рідної мови.
Історична причина полягає в тому, що географічні об'єкти можуть мати давню історію, яка увійшла до спільного історичного спадку людства на великій території. Екзоніми виникали коли першовідкривачі давали свої назви, не знаючи про існування місцевих назв, або ж колонізатори і завойовники, які не брали їх до уваги, і вони збереглися у тих країнах, звідки з'явилися пришлі люди. Багато географічних об'єктів (ріки, гори та інші) знаходяться у декількох країнах і кожна має свою назву-едонім. Тому вживання екзоніма в такому випадку є виправданим.
Рекламні агентства у туристичних проспектах вживають екзоніми для позначення географічних об'єктів своєї території.
В ООН побутує практично одностайна думка, що екзоніми не слід вживати на картах, виданих кількома мовами чи однією з поширених мов для міжнародного вживання; на дорожніх знаках, на табло в аеропортах і на вокзалах.